# Glossaire de la couture
Glossaire concernant la couture.
- Haut – A
- B
- C
- D
- E
- F
- G
- H
- I
- J
- K
- L
- M
- N
- O
- P
- Q
- R
- S
- T
- U
- V
- W
- X
- Y
- Z

## B
- Bloc (n.m.) : voir un « corps »
- Bâtir (v) : coudre à la main à large points afin de fixer les pièces entre elles avant de les coudre à la machine
- Bord brut ou bord franc (n.m.) : bord de tissu non fini, coupé à même

## C
- Corps (n.m.) : est un groupe de fils formant une partie d'un patron. Les corps comprennent une ou plusieurs unités.
- Compte (n.m.) : le nombre de fils dans une mesure donnée, habituellement en chaîne. Exemple : 10 fils au centimètre, 24 fils au pouce.
- Coupe-fil (n.m.) : genre de petits ciseaux sans manche permettant de couper précisément les petits fils dépassant
- Canette (n.f.) : petite bobine qui se glisse dans la machine à coudre pour faire la couture du dessous
- Ciseaux à broder (n.m.) : paire de ciseaux dédiée aux fils très fins (pour les ouvrages délicats)
- Ciseaux à tissu ou ciseaux de coupe (n.m.) : paire de ciseaux dédiée à la coupe du tissu
- Ciseaux cranteur (n.m.) : paire de ciseaux destinée à couper en faisant des créneaux, permettant ainsi au tissu de ne pas s'effilocher
- Couture anglaise (n.f.) : double couture destinée à cacher le bord de la couture
- Couture rabattue (n.f.) : couture plate nette et solide
- Couture de soutien (n.f.) : couture destinée à solidifier un élément, à éviter qu'un tissu ne se déforme
- Cran (n.m.) : petite entaille droite ou triangulaire faite dans la marge de la couture
- Cranter (v) : réaliser des entailles, des crans
- Craie de tailleur (n.f.) : craie permettant de marquer le tissu s'effaçant très facilement

## D
- Dé à coudre (n.m.) :
- Duite (n.f.) : un rang de trame.
- Duitage : le nombre de duites dans une mesure donnée.

## F
- Fils de chaîne : fils de la longueur, ceux que l'on monte sur le métier à tisser.
- Fils de trame : fils de la largeur, ceux que l'on tisse.
- Fils de liaison : un fil de trame, généralement semblable au fil de chaine. On l'utilise dans les patrons où il faut répéter plusieurs fois le même pédalage. On tisse habituellement 1-3 à droite et 2-4 à gauche, après chaque duite du motif.
- Flotté (n.m.) : un fil non tissé passant par-dessus un ou plusieurs fils du tissu.
- Foule (n.f.) : est l'ouverture des fils, que l'on obtient en appuyant sur les pédales.

## P
- Pas (n.m.) : voir la « foule »

## T
- Tisser : entrecroiser des fils de chaîne et de trame pour former un tissu.

## U
- Unité : nombre de fils strictement nécessaire pour former un corps.